# Marcelo Vidal
Marcelo Vidal (født 15. januar 1991) er en argentinsk fodboldspiller.